# Mis amores en Río
Mis amores en Río es una película filmada en colores coproducida en Argentina y Brasil dirigida por Carlos Hugo Christensen sobre el guion de Pedro Bloch que se estrenó el 26 de marzo de 1959 y que tuvo como protagonistas a Susana Freyre, Jardel Filho, Domingo Alzugaray y Fábio Cardoso. Colaboró como camarógrafo el futuro director de fotografía Pedro Marzialetti.

## Sinopsis
Una joven gana un viaje a Río de Janeiro en un programa de televisión y allí conquista a tres muchachos.

## Reparto
- Susana Freyre
- Jardel Filho
- Domingo Alzugaray
- Fábio Cardoso
- Agildo Ribeiro
- Diana Morel
- Dina Lisboa
- Humberto Catalano
- Afonso Stuart
- Blanca Tapia
- Vicente Rubino
- Carlos Infante
- Marga de los Llanos
- Orlando Guy
- Antonio Ventura
- Antonio Camargo
- Ataulfo Alves
- Severino Araujo y su Orquesta Tabajara
- Edayr Badaró
- Carlos Hugo Christensen
- Ted Moreno
- Guilhermo Natalice

## Comentarios
El Mundo dijo en su crónica:

”…a lo largo de dos horas de duración mis amores en río recopila imágenes turísticas de la capital brasileña y prescindibles episodios de una dilatada e insípeda anécdota...”

Por su parte Manrupe y Portela escriben:

”Inocua coproducción argentino-brasileña, la primera que marca el retorno de Christensen al servicio de Freyre.”